# Aškuni
âSkuňu (Ashkun, Wâmâi, Achanu, Ashkuni, Wamayi), ime narodu i ime za tri etničke grupe koje govore istim jezikom: âSkuňu vlastiti, saňu i gRâmsaňâ. Pod imenom Ashkun prvi puta zabilježio ih je Robertson (1896). Drugi njihov naziv Wâmâi dali su im Paštunci (Afganci) prema selu sâma. Naziv Achanu dolazi također od paštunskog naziva za selo gRâmsaňâ gRâm.
Narod âSkuňu naseljen je u dolini Pech u Nuristanu, Afganistan, a populacija za sve tri etničke grupe prema Richard F. Strandu iznosi između 10.000 i 30.000. Narod saňu u dolini Pech ima sela sâma (paštunski wâmâ, i u jeziku kalaSa-alâ šemi), pau˜ć, kâmgal, akaTaban, vâu i buni; Narod gRâmsaňâ, također u dolini Pech, živi u selima gRâmsaňâ gRâm i sâbligal; i treći âSkuňu u bazenu Alingar a) na rijeci bâźâigal: bâźâigal, kuri i pâigalak; b) na rijeci mâse:gal: mâlak, bâiSTâl [?], mâsi:, gâdâlâm, kuTagal niša, kulâtâ˜, gulćâidârgRâm, Diŋurdâra gRâm, âvi:k, pašu:k; c) na rijeci titin: buddâlâm, Diŋordâlâm, bâidâlâm, šimâmdâlâm, kuri (?) i nâkâdârgRâm.

## Život i običaji
Aškuni su planinski narod, čija se sela koja imaju od 30 do 300 domaćinstava, nalaze na strmim padinama, okružena terasastim poljima, koja se navodnjavanju kilometrima dugim vijugavim kanalima. Uz terasastu zemljoradnju bave se i uzgojem koza. Svaki muškarac koji se smatra uspješnim mora imati mnogo koza, nekoliko sinova i biti velikodušan. Po vjeri su muslimani. Islam su primili 1895-6, nakon osamstogodišnjeg otpora što su ga pružali osvajačima, a sva današnja aškunska sela imaju džamije.

## Jezik
Njihov jezik zajedno s jezicima kalaSa-alâ i tregâmi čini južnu skupin nuristanski jezici|nuristanskih jezika. Kao dijalekti navode se ashuruveri (kolata, titin bajaygul), gramsukraviri, suruviri (wamai).